# 3-Chlorophénol
Le 3-chlorophénol est un composé aromatique de formule C6H5ClO (ClC6H4OH). Constitué d'un cycle benzénique substitué par un groupe hydroxyle (phénol) et un atome de chlore en positions 1,3-, c'est l'un des trois isomères du monochlorophénol, le composé méta.

## Propriétés
Le 3-chlorophénol se présente sous la forme d'aiguilles incolores à grises avec une odeur de type phénol, parfois également qualifiée de « médicinale », tout comme son goût. Il est faiblement soluble dans l'eau (27,7 g·l-1) dans laquelle il se dissout lentement. Avec une densité de 1,25, il est également plus lourd que l'eau.
Les aiguilles fondent vers 33 à 35 °C, et la forme liquide bout vers 214 °C. Le 3-chlorophénol se décompose au-dessus de 350 °C, produisant du chlorure d'hydrogène, du phosgène et des dibenzodioxines polychlorées.
Le composé est combustible (point d'éclair de 120 °C, coupelle fermée) mais peu inflammable (point d'auto-inflammation de 415 °C).
Avec un pKA de 9,08, il est légèrement plus acide que le phénol (9,99) ; ceci s'explique par l'effet -I du chlore qui stabilise la forme anionique phénolate.
La solution aqueuse de 3-chlorophénol réagit avec les acides. Le 3-chlorophénol présente un risque d'explosion au contact d'oxydants forts, et réagit dangereusement avec les réducteurs, les bases fortes (formation de dihydrogène), et les hydrures.
Il présente des risques aigus (forte irritation et effets corrosifs sur les muqueuses et la peau, risque de lésions graves des yeux et des voies respiratoires, troubles du système nerveux central) ou chroniques (irritation des yeux, des voies respiratoires et de la peau) pour la santé. Les principales sources d'exposition sont les voies respiratoires et par contact avec la peau. Les chlorophénols sont particulièrement facilement absorbés lorsqu'ils sont présents sous une forme non ionisée, mais l'expérience de la manipulation professionnelle indique que le contact cutané, même avec les sels de chlorophénols, peut être une voie d'absorption importante.

## Synthèse
Du fait de l'effet orienteur ortho-para du groupe hydroxyle, le 3-chlorophénol, comme tout autre dérivé du phénol avec un atome de chlore en position méta, ne peut être obtenu directement par chloration du phénol, celle-ci produisant essentiellement les composés 2- et 4-. Il doit donc l'être par d'autres méthodes de synthèse, par exemple la réaction de Sandmeyer à partir de la 3-chloroaniline, par hydrolyse du 1,3-dichlorobenzène en présence de sels de cuivre(II) et d'hydroxylamine, ou par hydrolyse en phase vapeur du 1,2,4-trichlorobenzène en présence d'un catalyseur au phosphate. Il peut également être produit via le procédé au cumène qui commence par l'alkylation du chlorobenzène par le propène.
Industriellement, le 3-chlorophénol est préparé avec le 3,5-dichlorophénol par déchloration de polychlorophénols.

## Utilisations
Le 3-chlorophénol est principalement un intermédiaire en synthèse organique, par exemple dans la synthèse de systèmes aromatiques polycycliques,, ou dans des réactions de couplage catalysées par le palladium pour synthétiser des intermédiaires aryliques.
Le 3-chlorophénol a également été utilisé comme antiseptique vétérinaire. 